# 萊塔韋爾泰什

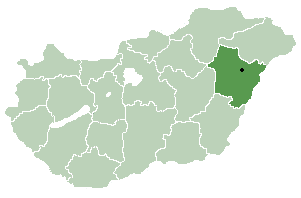

萊塔韋爾泰什是匈牙利的城鎮，位於該國東部，距離首府德布勒森24公里，由豪伊杜-比豪爾州負責管轄，面積116.62平方公里，2011年人口7,058，其中約一半居民信奉基督教。

## 友好城市
- 羅馬尼亞瑟庫埃尼

47°23′N 21°54′E / 47.383°N 21.900°E